# Youth in Revolt (Band)
Youth in Revolt ist eine 2013 gegründete Pop-Punk-/Post-Hardcore-Band aus New Jersey.

## Geschichte
Youth in Revolt wurde 2013 im US-Bundesstaat New Jersey gegründet. Die erste Besetzung bestand aus den Sängern True Arahil, Kenny Torres und Vinny Navarro, Schlagzeuger Devin Bosque, den beiden Gitarristen Bob Ash und Alex Ramos sowie aus dem E-Bassisten Vinny Neogra. Allerdings verließen Ash, Navarro und Neogra die Band nach wenigen Monaten wieder, sodass in George Shrouder (E-Gitarre) ein neuer Musiker integriert wurde und Screamer Kenny Torres an den Bass wechselte. Bosque verließ die Band im Jahr 2014 und wurde durch Scott Baker am Schlagzeug ersetzt.
Am 7. Mai 2014 wurde bekannt, dass die Gruppe einen Plattenvertrag bei Outerloop Records – einem Gemeinschaftsprojekt von Fearless Records und Outerloop Management – unterzeichnet haben. Am selben Tag wurde die erste Single There for You aus der Debüt-EP veröffentlicht. Der Kontakt zum Label kam über Umwege zustande. Nachdem die Gruppe mehrere Demos verschickt hatte, wurde Brian Judge von Outerloop Records auf die Gruppe aufmerksam und beschloss diese zu managen. Jugde verhalf der Gruppe zu einer professionellen Aufnahme ihrer Demo und wurde danach mit einem Probevertrag über eine EP ausgestattet. Durch den Erfolg der EP unterzeichnete die Band einen Plattenvertrag über fünf Studioalben. Am 17. Juni 2014 erschien die EP Love Is A Liar’s Game, welche fünf Lieder hat, über der Plattenfirma. Am 11. September 2011 feierte die Band die Premiere ihres neuen Musikvideos zum Stück Love Is A Liar’s Game aus der gleichnamigen EP.
Zwischen dem 7. und 23. August 2014 spielte die Gruppe ihre erste nennenswerte Konzertreise. Dabei trat die Gruppe als Vorband für Slaves auf der dreizehn Shows umfassenden Tournee auf. Die Gruppe gab bekannt, die letzten Konzerte der Welcome to the Resistance Tour von Crown the Empire zu eröffnen. Zwischen dem 11. und 20. September 2014 gab die Gruppe sieben Konzerte in Pennsylvania, New York, Kentucky, Connecticut, North Carolina und Alabama. Zwischen dem 1. Oktober und dem 3. November gleichen Jahres war die Gruppe Vorband für For All Those Sleeping und Capture the Crown auf deren Not Your American Idols-Co-Headliner-Tournee, welche durch die Vereinigten Staaten und Kanada führte. Außerdem waren Palisades und Ice Nine Kills auf dieser Konzertreise zu sehen.
Youth in Revolt coverten Royals von Lorde für den Sampler Punk Goes Pop 6, welcher am 17. November 2014 über Fearless Records veröffentlicht wurde. Am 1. November 2014 wurde die Gruppe für das South by So What?! angekündigt, welches zwischen dem 20. und 22. März 2015 im QuikTrip Park in Grand Prairie, Texas stattfand.
Den Sommer des Jahres 2015 verbrachte die Band auf der Warped Tour. Ursprünglich sollte im Herbst des gleichen Jahres das Debütalbum veröffentlicht werden. Allerdings verließ Sänger True Arahill die Band. Die Gruppe war bis Oktober 2016 inaktiv, ehe eine komplett neue Besetzung der Band und die Veröffentlichung des Debütalbums The Broken für den 20. Januar 2017 ankündigte. Seit der Umstrukturierung der Band sind der Bassist Kenny Torres und der Gitarrist Alex Ramos die einzig verbliebenen Gründungsmitglieder weiterhin in der Gruppe aktiv. Sie werden von Sänger Tanner Allen, Schlagzeuger Arvin Sarathy und dem zweiten Gitarristen Chris Coletti unterstützt.
Das für den 20. Januar 2017 angekündigte Debütalbum The Broken wurde verspätet am 17. Februar 2017 veröffentlicht, gemeinsam mit der Auskoppelung der Single The Broken/Not Givin Up.

## Stil
Youth in Revolt spielen eine Mischung aus Pop-Punk und Post-Hardcore, welcher mit Sleeping with Sirens verglichen werden kann. Der Klargesang erinnert zudem phasenweise an Kellin Quinn. Die Gruppe liegt bei ihrem Sound hauptsächlich Wert auf den Gesang. Dabei ähnelt der gleichnamige Song der EP stellenweise an Who Are You Know aus dem Album Let’s Cheers to This von Sleeping with Sirens aus dem Jahr 2011.

## Diskografie
Alben
- 2017: The Broken (Outerloop Records)

Singles und EPs
- 2014: Love Is A Liar’s Game (Outerloop Records)
- 2017: The Broken/Not Giving Up (Outerloop Records)

Kompilationen
- 2014: Punk Goes Pop Vol. 6 (Fearless Records)